# 孝友无双牌坊
“孝友无双”牌坊，位于中国福建省古田县鹤塘镇鹤塘村，为一个省级文物保护单位，类型为古建筑，为第五批福建省文物保护单位，公布时间为2001年1月20日。
孝友无双牌坊的历史年代为清。